# ドラゴンの眼
『ドラゴンの眼』（The Eyes of the Dragon）は、スティーヴン・キングの長編小説。原書は1987年に刊行された。当時ホラー小説で脚光を浴びていたキングであったが、この本ではその領域から大きく外れてファンタジーを描いた。古典的なファンタジーの手法で語られるこの作品は、魔法の導きによる正義と悪の戦いを描いている。

## ストーリー
老王ローランドが治めている平和な国、デレイン王国。王には二人の王子がいた。両親の優秀な部分を受け継いで、ドラゴンの心を持つ勇敢な王子と言われる兄、ピーター。それと、父親によく似ている弟のトマスである。兄が立派過ぎたため、悪くはないが兄ほど良い王子でもなかったトマスは兄を恨むようになる。そしてこのトマスにつけ込んで、魔術師フラッグは王国の支配を目論んでいた。フラッグは何百年に渡り王国に災いを引き起こし、そしてまたピーターに襲いかかろうとしていた。

## 登場人物
ローランド王(King Roland)
デレイン王国の王。善良ではあるが比較的凡庸な王であった。唯一得意なのは狩猟で、数少ないドラゴン・ナイナーを仕留める。彼の部屋に掛けられたナイナーの首は、物語を進める上で重要なアイテムとなる。
フラッグ(Flagg)
ローランド王の側近。強力な魔術師であり、数世紀の間生きている。作中では連続して4代の王に仕えた（ローランドの祖父母、両親、ローランド自身及びトマス）。70年デレイン王国に住んでいるが、外見上は10歳ほどしか年をとったように見えない。作品の後半で、彼がデレインに名前を変えて複数回登場したことを明かしており、その度に王国に災いや苦しみをもたらした。自分の思い通りにならないピーターを陥れ、トマスを玉座に置く。
ピーター(Peter)
ローランド王の長男で王位継承者。女王の端正な容姿と王の愛を受け継ぎ、聡明で美しい出で立ちをしている。国民は彼を讃え、王になる日を楽しみに待っている。
トマス(Thomas)
ローランド王の二男。外見上、ローランド王に似ている所がある。あまりにも優秀なピーターによって自分が日陰者になっていると感じており、またローランド王の寵愛もピーターに向かっていたためにピーターを恨む。唯一得意なのが父譲りの狩猟で、ピーターをも凌ぐ腕前である。年を経るにつれ、フラッグが唯一の友人、また安心できる存在となる。
サーシャ女王(Queen Sasha)
ローランド王の妻であり、ピーターとトマスの母。フラッグがローランド王の為に選んできた妻の候補のうちで、最もうぶで恥ずかしがりに見えたためローランド王に選ばれた。しかし彼女は優しく、気立てが良く、王を含む王国の誰もを愛し、また王国の誰からも愛された。トマスを生んだ時、フラッグの企みにより殺害される。
ベン・スタッド(Ben Staad)
ピーターの一番の親友。スタッド家は物語中では最も不運な家族と描かれているが、ベンとピーターは強い友情で結ばれている。強くハンサムであり、スタッド家の機運を変える存在となりうるかもしれない。
デニス(Denis)
トマスの執事。デニスの家系は代々デレイン王国の執事であり、自身の仕事に誇りを持っている。また、投獄されるピーターに対して幾分か頼りになろうとする。
ナオミ(Naomi)
亡命者のグループと共にいた、農家の娘。愛犬フリスキーも登場する。
アンダース・ペイナ(Anders Peyna)
デレイン王国の法務長官。悪人ではないのだが、人々は彼をひどく恐れている。はじめはピーターを非難するものの、すぐに再考してピーターの無実を信じる。デニスやベンと共に、ピーターが針の塔を脱出する手助けをする。

## 作品解説

### 様々なリンク
- この小説は、スティーヴン・キングが、彼のホラー小説が嫌いな自らの娘・ナオミと、『タリスマン（英語版）』を共同で執筆したピーター・ストラウブの息子・ベンに向けて書かれたファンタジー小説である。登場人物の中に、ピーター・ベン・ナオミの名が使われていることが分かる。
- この小説の世界はキングのファンタジー小説『ダーク・タワー』シリーズの世界（中間世界）と同一のものであり、本作品の悪役であるフラッグは『ダーク・タワー』シリーズにも登場する。また、あとがきでトマスとデニスが『ダーク・タワー』シリーズに登場することを示唆する内容が記載されている。
- 原書の段階では他の題名として「ナプキン」という案が出てきていた。それほどに、本作品中でナプキンは重要な役割を果たすのである。